# Aerosol

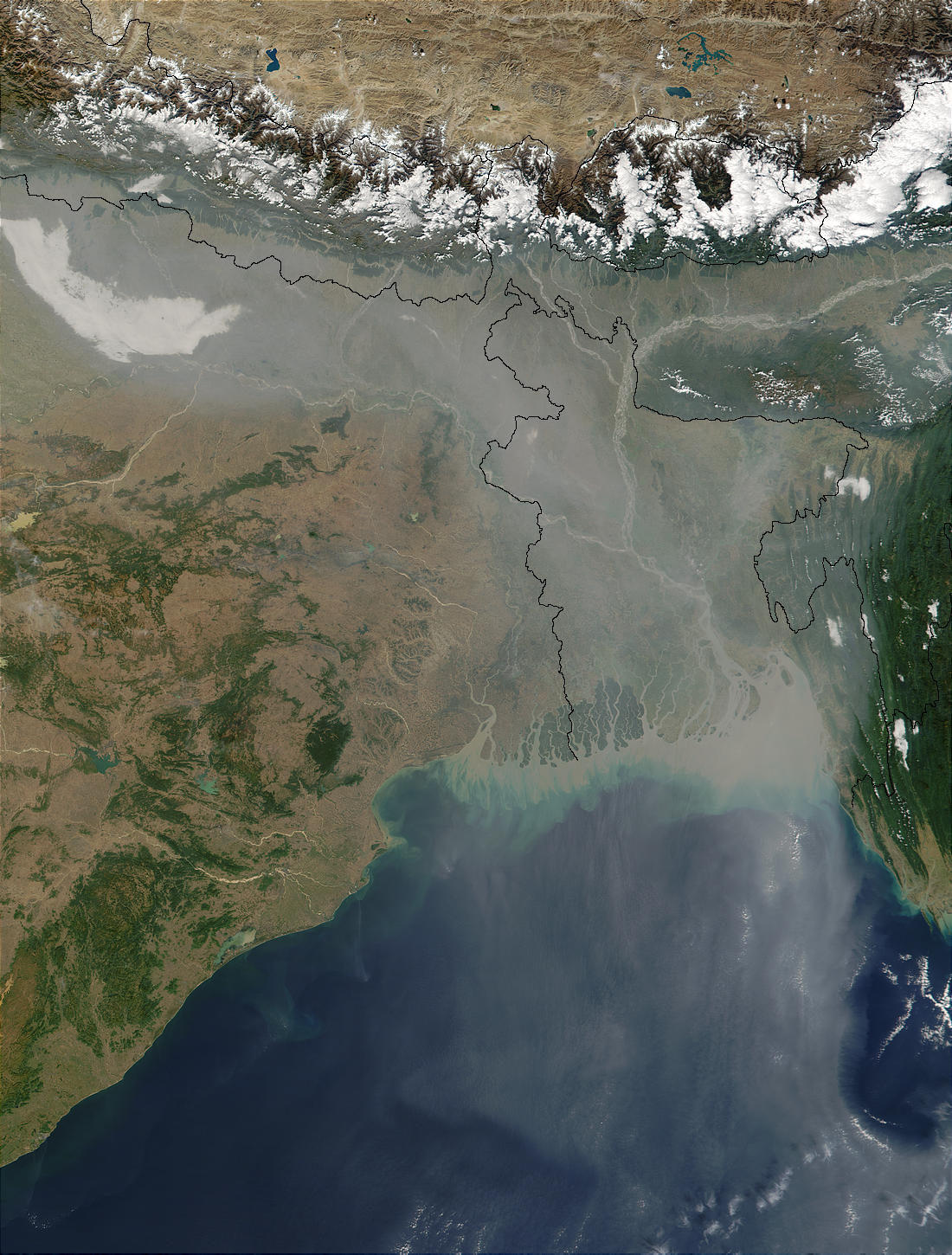
Contaminación por aerosol en India septentrional y Bangladesh.

En el ámbito medioambiental y de la ingeniería ambiental, se denomina  aerosol, o aerosol atmosférico, a las partículas sólidas o líquidas que se encuentran suspendidas, en estado estacionario, en el aire u otro gas.  Estas partículas se encuentran presentes tanto en atmósfera interiores como exteriores y dependiendo del tipo o cantidad, pueden llegar a jugar un importante papel medioambiental, en algunos casos con impacto adverso en la salud humana y en otros organismos vivos.  Generalmente, estas partículas se encuentran en estado coloidal y su tamaño varía desde  0,002 µm hasta más de 100 µm de diámetro; esto es, desde unas pocas moléculas agregadas a una gotícula de líquido, hasta un tamaño suficientemente grande, que hace que las partículas no puedan permanecer suspendidas en el aire, retornando a la superficie terrestre en las siguientes horas, tras su emisión.    

## Origen y composición
Los aerosoles atmosféricos pueden ser de origen natural  o antropogénico, es decir, producidos por la actividad humana. Algunas de estas partículas son emitidas directamente a la atmósfera (emisiones primarias) y otras se producen por reacciones químicas entre gases y otras sustancias contaminantes emitidas a la atmósfera (emisiones secundarias) o mediante procesos de condensación y coagulación de otras partículas de menor tamaño al considerado como aerosol. Para los aerosoles atmosféricos, existen algunas notaciones de carácter técnico relacionadas con el diámetro medio de la partículas. La notación PM10 se refiere a las partículas que pasan a través de un cabezal de tamaño selectivo para un diámetro aerodinámico de 10 μm con una eficiencia de corte del 50 %, mientras para que PM2,5 representa partículas de menos de 2,5 µm de diámetro aerodinámico. De forma análoga pueden utilizarse otros valores numéricos. 
Las mayores fuentes naturales de aerosoles atmosféricos son la actividad volcánica (cenizas volcánicas) y las tormentas de polvo procedentes de zonas desérticas o de suelos erosionados. También la vegetación y los microorganismos emiten sustancias químicas que pueden llegar a producir aerosoles de origen secundario cuando no, partículas de origen primario como los pólenes. Otras fuentes naturales de aerosoles en la atmósfera son los incendios de origen natural (bosques, sabanas, etc.) y el aerosol marino, producido por la pulverización del agua oceánica generada por el viento o al chocar contra las rocas costeras.  
Respecto al aerosol de origen antropogénico, la mayor fuente de aerosoles debida a la actividad humana es la quema de combustibles en la industria y en motores térmicos para el transporte así como en centrales termoeléctricas para la generación de energía eléctrica. Otras fuentes de emisión proceden de la fundición de metales como cobre o zinc, la producción de cemento, cerámica y ladrillos, además del polvo generado en las obras de construcción, canteras y minería a cielo abierto. Algunos de los principales componentes que desprenden son sulfatos, nitratos y aerosoles orgánicos. 
Se estima que el flujo anual de aerosoles atmosféricos puede llegar a alcanzar los 3000 M de toneladas métricas siendo el principal contribuyente, el mar y los océanos.
| Aerosol                                           | Natural (N) Antropogénico (A) | Flujo anual (Mt*)  |
| ------------------------------------------------- | ----------------------------- | ------------------ |
| Aerosol marino                                    | N                             | 1000 - 1500        |
| Polvo mineral                                     | N, A                          | 100 - 750          |
| Incendios forestales y de praderas                | N, A                          | 35 - 100           |
| Emisiones volcánicas                              | N                             | ~50 (muy variable) |
| Meteoritos                                        | N                             | ~1                 |
| Quema de combustibles                             | A                             | ~50                |
| Condensación                                      | N, A                          | ~1500              |
| Mt = 1.000.000 toneladas (un millón de toneladas) |                               |                    |

La composición química de los aerosoles afecta directamente a la forma en que interactúa la atmósfera con la radiación solar y el contenido de agua líquida. Los componentes químicos de los aerosoles alteran el índice de refracción global de la atmósfera. El índice de refracción determina la cantidad de luz que es dispersada y la que es absorbida. Así, las partículas de menos de 0,1 μm producen dispersión de la luz debido al efecto de dispersión Rayleigh, mientras que las que tienen un tamaño entre 0,1 y 1 μm, dan lugar a efectos de interferencia, lo que genera perdida de visibilidad y enfriamiento del aire.

### Aerosol marino
El principal responsable de la formación del aerosol marino es el viento, ya que este aerosol se produce por pulverización del agua marina al romper las olas, bien por choque entre ellas, bien por choque contra las rocas costeras. La agitación y las turbulencias asociadas arrastran aire con la consiguiente formación de burbujas que una vez en la superficie, al entrar en contacto con la atmósfera, estallan liberando infinidad de pequeñas gotas (gotículas) que se incorporan a las masas de aire próximo en movimiento. El aerosol marino es considerado como una de las principales fuentes de aerosol atmosférico. Respecto a la composición de este aerosol, esta está relacionada con la composición del agua del mar, siendo sus principales componentes, aparte del agua no evaporada, presente en la gotícula, el cloruro sódico, cantidades menores de sales de magnesio, calcio, potasio y sulfatos. Además, los aerosoles de origen marino pueden contener compuestos orgánicos. Estos aerosoles no absorben la luz solar aunque pueden dar lugar a fenómenos de dispersión (brumas y neblinas). Como es de suponer, la mayor concentración de aerosol marino en el aire se da en las zonas oceánicas y en las zonas costeras, decreciendo desde la línea de costa hacia el interior.

### Polvo mineral
El polvo mineral conforma uno de los más frecuentes aerosoles atmosféricos y tiene su origen en la erosión de la corteza terrestre y su posterior dispersión en el aire. Las emisiones de polvo mineral a nivel mundial se estiman en 1000-5000 millones de toneladas por año, de las cuales la mayor parte se atribuye a los desiertos. El desierto del Sáhara es la principal fuente de polvo mineral, que es dispersado en el mar Mediterráneo y el Caribe hacia el norte de América del Sur, América Central, América del Norte y Europa. El desierto de Gobi es otra gran fuente de polvo mineral, que afecta a Asia oriental y al oeste de América del Norte.
En cuanto a la composición química de este aerosol,  esta depende de su origen. Así, el polvo sahariano, tiene prácticamente la misma composición que las arenas del desierto de origen, a pesar de que se haya trasladado centenares o miles de kilómetros.  Lo mismo ocurre con el polvo en suspensión , que procedente del desierto de Gobi, afecta a las islas de Japón. En general, el polvo mineral está constituido principalmente de óxidos (SiO2, Al2O3, FeO, Fe2O3, CaO, y otros) y carbonatos (CaCO3, MgCO3) que constituyen la corteza terrestre. Estos aerosoles absorben la luz solar y también producen fenómenos de dispersión de la luz.
Aunque este tipo de aerosoles generalmente se considera de origen natural, se estima que alrededor del 30 % de la carga de polvo  mineral en la atmósfera podría atribuirse a las actividades humanas a través de la desertificación y la utilización indebida de tierras.

### Compuestos de azufre y de nitrógeno
Los compuestos de azufre y nitrógeno emitidos a la atmósfera suelen ser gases, como H2S, SO2, NO, N2O, que por reacciones secundarias pueden llegar a formar aerosoles secundarios. Las emisiones primarias pueden ser de origen antropogénico (a partir de la quema de combustibles fósiles) o de origen biogénico natural. 
- Óxidos de azufre

Aproximadamente la mitad del dióxido de azufre emitido a la atmósfera retorna a la superficie terrestre antes que haya tenido tiempo de reaccionar para producir otros contaminantes secundarios. El resto, sufre diferentes reacciones de oxidación, en las que casi siempre están implicados radicales hidroxilo libres que, tras varias etapas, terminan dando lugar a  cualquier forma de sulfato, aunque dada la mayor presencia de agua en la atmósfera, en la mayoría de los casos será ácido sulfúrico:
{\displaystyle {\ce {SO2 + HO. -> HO.SO2}}}
{\displaystyle {\ce {HO.SO2 + O2 -> HOO. + SO3}}}
{\displaystyle {\ce {SO3 + H2O -> H2SO4}}}

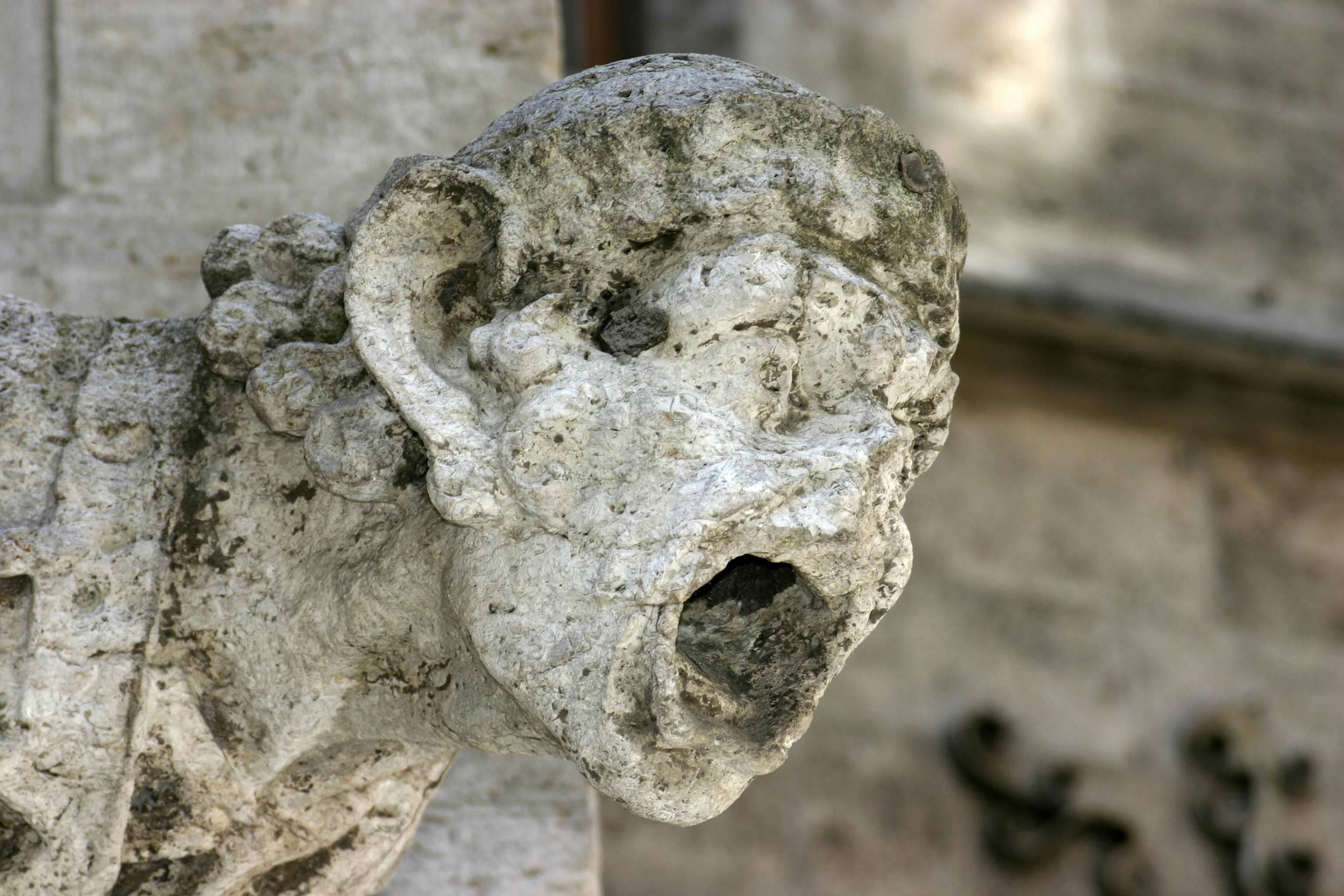
Gárgola deteriorada por efecto de la lluvia ácida y el smog gris

La presencia de ácido sulfúrico en los aerosoles atmosféricos genera nieblas ácidas conocidas como "smog" gris o industrial. Este aerosol es más persistente en la atmósfera que el SO2, pudiendo permanecer en el aire durante varias semanas, siendo trasladado por los vientos a largas distancias y generando fenómenos de lluvia ácida en lugares húmedos y lluviosos o dando lugar a aerosoles de sulfatos que se depositan sobre la superficie terrestre y que recibe el nombre de deposición seca, cuando afecta a zonas de escasa pluviometría. En cualquiera de los dos casos, dada la gran reactividad de estas sustancias, su efecto sobre los ecosistemas puede llegar a ser devastador.
Otros compuestos de azufre, como el sulfuro de hidrógeno (H2S) u otras especies sulfuradas, también sufren procesos de oxidación que, tras diferentes procesos químicos, terminan como ácido sulfúrico. Los compuestos sulfurados son emitidos a la atmósfera de forma natural por acción de determinados organismos microbianos. Tanto el sulfuro de hidrógeno como otros sulfuros (orgánicos o inorgánicos) son oxidados por los radicales hidroxilo (HO•), produciendo radicales HS•, muy reactivos, que rápidamente reaccionan con el oxígeno para producir óxido de azufre:
{\displaystyle {\ce {H2S + HO. -> H2O + HS. -> HS. + O2 -> SO}}}
El oxido de azufre continua sus procesos de oxidación, a menudo con la intervención de radicales libres, hasta terminar en trióxido de azufre, el precursor del ácido sulfúrico y los sulfatos.
- Óxidos de nitrógeno y smog fotoquímico

Los tres óxidos de nitrógeno que habitualmente pueden encontrarse en la atmósfera son el óxido nitroso (N2O), el monóxido de  nitrógeno (NO) y el dióxido de nitrógeno (NO2). El primero de ellos se produce de forma natural a partir de procesos biológicos de desnitrificación en suelo y océanos. Este compuesto es poco reactivo a nivel troposférico y desaparece al alcanzar la estratosfera, donde las reacciones fotoquímicas juegan un importante papel. También contribuye al  efecto invernadero. En cuanto al NO y NO2, aunque también pueden tener origen natural, su presencia en el aire se debe principalmente a actividades antropogénicas, por lo que son considerados contaminantes y tratados de forma conjunta como NOx (conjunto del óxido nítrico y el dióxido de nitrógeno). La emisión de compuestos NOx se produce, principalmente, en los procesos de combustión interna de los motores de los vehículos. Aunque el nitrógeno atmosférico es muy poco reactivo en condiciones normales, no ocurre lo mismo en el interior de los motores de explosión, donde la temperatura en el interior del pistón puede alcanzar los 2500 °C a presiones de 40 atm. En estas condiciones, una pequeña cantidad del nitrógeno del aire se oxida a NO, que es expulsado, junto con el resto de gases de combustión, por el tubo de escape. Una vez en el aire, el monóxido de nitrógeno se oxida a dióxido de nitrógeno  en un proceso relativamente lento, que puede durar desde unos minutos a varias horas.  La rapidez de este proceso está, como tantos procesos en la química atmosférica, relacionado con la presencia de determinados radicales libres. Así, si una molécula de NO se encuentra con un radical hidroperóxido, la reacción es muy rápida:
{\displaystyle {\ce {NO + HOO. -> NO2 + HO.}}}
Aunque también puede formarse por reacción con sustancias muy oxidantes, como el ozono troposférico:
{\displaystyle {\ce {NO + O3 -> NO2 + O2}}}
Una vez formado, la oxidación, facilitada por la presencia de radicales hidroxilo, puede continuar hasta formar ácido nítrico:
{\displaystyle {\ce {HO. + NO2 -> HNO3}}}

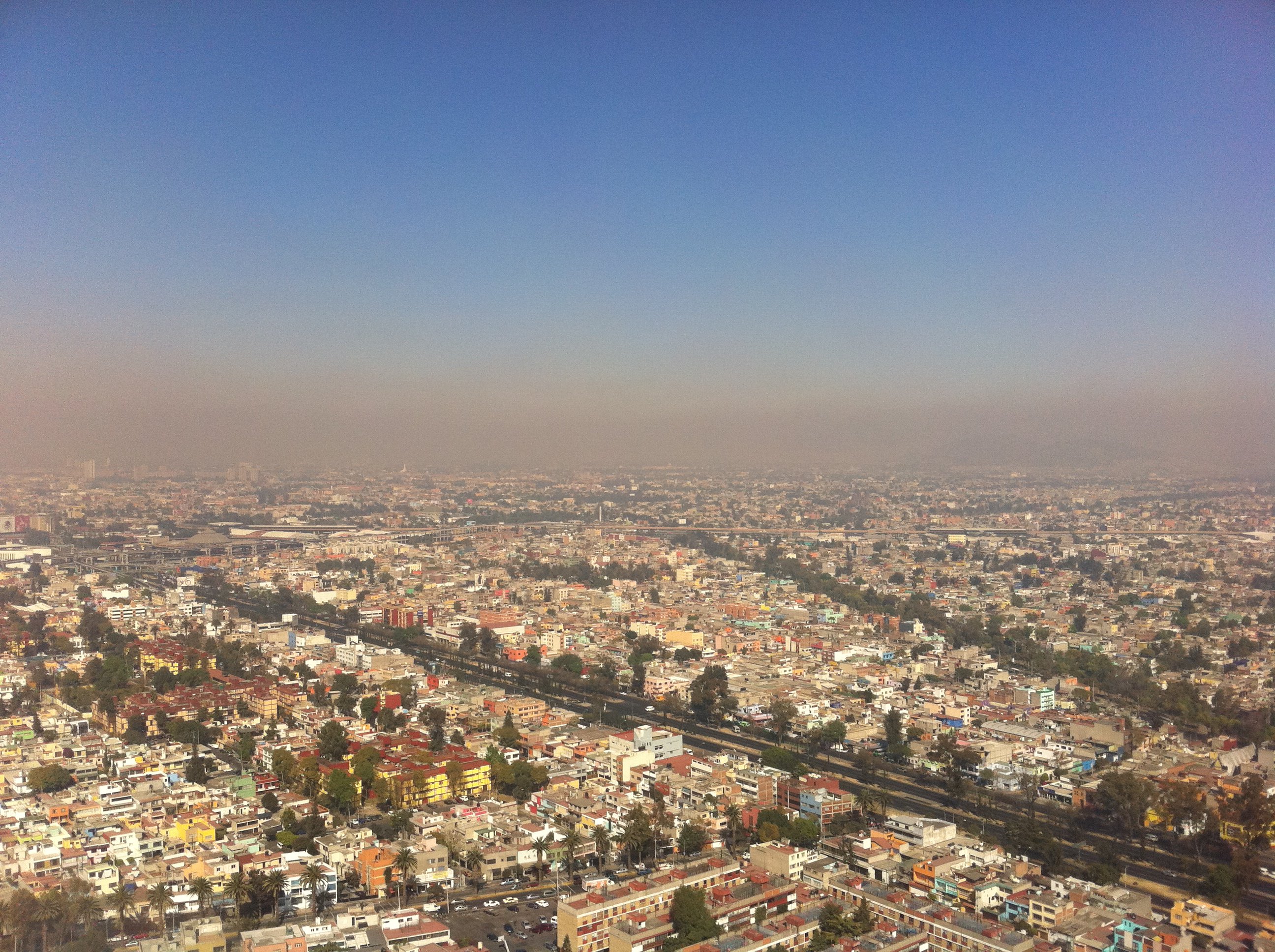
Smog fotoquímico sobre Ciudad de México

El ácido nítrico puede precipitar con la lluvia, contribuyendo al fenómeno de la lluvia ácida, o puede reaccionar con los innumerables óxidos metálicos presentes en el aerosol atmosférico, con los que forman nitratos que se incorporan a la fracción de aerosol mineral. Otro efecto secundario de la presencia de óxidos de nitrógeno (NOx), es la formación del smog fotoquímico. En presencia de determinados compuestos orgánicos volátiles (VOC's) procedentes de hidrocarburos no quemados, que pueden ser emitidos también por vehículos, o de disolventes y combustibles que se pueden evaporar fácilmente durante los procesos de repostaje y con la colaboración del ozono troposférico y de la radiación solar, muchos de estos compuestos orgánicos se nitran, formado nitrocompuestos y dando lugar a un aerosol muy característico en forma de bruma de color pardo-amarillenta.
Los aerosoles de sulfatos y nitratos son fuertes dispersores de la luz.Merece especial atención el N2O, que transmite la radiación de alta frecuencia pero refleja la radiación de baja frecuencia.

### Materia orgánica
Los aerosoles de materia orgánica pueden ser primarios o secundarios. Los secundarios se derivan de la oxidación de compuestos orgánicos volátiles (COV). El material orgánico en la atmósfera puede ser de origen biogénico o antropogénico. Los aerosoles de materia orgánica influyen en el comportamiento de la atmósfera ante la radiación, algunos dispersándola y otros absorbiéndola. 
Otro tipo importante de aerosol lo constituye el carbono elemental (también conocido como negro de carbono). Este tipo de aerosoles tienen una alta absorbancia de la luz y se cree que favorecen el efecto invernadero. 
El metano (CH4) es el más abundante e importante de los hidrocarburos atmosféricos, es un contaminante primario formado de manera natural por reacciones anaeróbicas del metabolismo, desaparece de la atmósfera al reaccionar con radicales OH, formando principalmente ozono, es uno de los gases de efecto invernadero considerados en el protocolo de Kioto. En algunas estadísticas se distinguen las emisiones de compuestos orgánicos volátiles excluyendo el metano como NMVOC (del inglés Non-Methane Volatile Organic Compounds).

## Permanencia de las partículas en suspensión
Varios son los factores que determinan el tiempo de permanencia de estas partículas en suspensión en el seno del aire, siendo el tamaño uno de los parámetros más importantes. En general, las partículas relativamente grandes retornan rápidamente a la superficie terrestre tras su emisión a la atmósfera. La mayor parte de las partículas de diámetro superior a 10 µm solo pueden sustentarse en el aire por medio de fuertes corrientes convectivas ascendentes o vientos de cierta velocidad, por lo que, generalmente, se depositan más rápido, con una vida media en la atmósfera de solo minutos u horas y presentan mayor variabilidad espacial. Las partículas más pequeñas (de menos de 2,5 μm de diámetro) tienen periodos de vida media en la atmósfera de días a semanas, viajan distancias de 100 kilómetros o más.  Las partículas con tamaños intermedios, entre 0.01 y 1 µm son capaces de permanecer suspendidas en el aire durante largos periodos de tiempo, de varios meses, lo que facilita su traslado y difusión atmosférica movidas por los vientos. Por último, si las partículas son muy pequeñas (<0,02 µm) su tiempo de permanencia en el aire también es muy corto, del orden de unas pocas horas, ya que coagulan rápidamente por colisión con otras partículas o incrementan su tamaño debido a fenómenos de condensación, a menudo favorecidos por el descenso de la temperatura o por el aumento de la humedad relativa.

## Cambios radiativos de los aerosoles

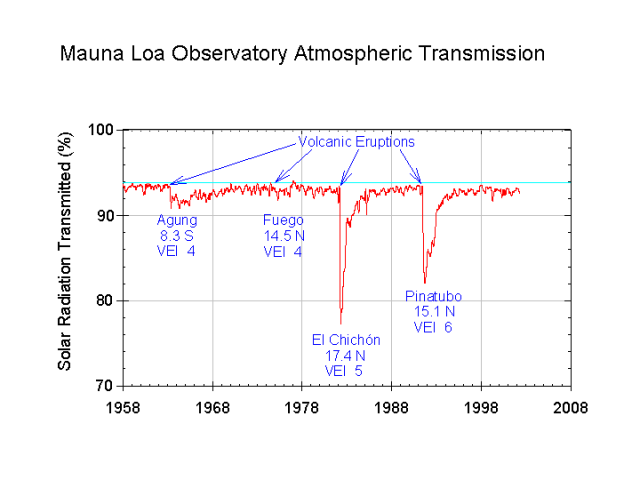
Reducción de la radiación solar debido a erupciones volcánicas.

Los aerosoles, naturales y antropogénicos, pueden afectar al clima cambiando el modo en el que la radiación electromagnética se transmite a la atmósfera. Las observaciones directas de los efectos de los aerosoles son bastante limitadas, por lo que cualquier intento por estimar su efecto global implica necesariamente el uso de modelos computarizados. El Panel Intergubernamental del Cambio Climático, IPCC (por sus siglas en inglés), dice: Mientras que los cambios radiativos debidos a los gases de efecto invernadero se pueden determinar con un alto grado de precisión [...] las incertidumbres relacionadas con los cambios radiativos debidos a los aerosoles siguen siendo grandes, y dependen en gran medida de las estimaciones de los estudios de modelos mundiales, que son difíciles de verificar en la actualidad.
Aquí hay disponible un gráfico que muestra las contribuciones (para 2000, comparado con 1750) y las incertidumbres de varios cambios.
Actualmente la red MPLNET, gestionada por la NASA, es capaz de medir continuamente determinando la distribución de aerosoles y nubes en la atmósfera en diferentes localizaciones. El objetivo perseguido es caracterizar la evolución a largo plazo de los aerosoles y refinar así los modelos de evolución del clima terrestre.

### Aerosol de sulfato
Un aerosol de sulfato tiene dos efectos principales, uno directo y otro indirecto. El efecto directo, a través del albedo, tiende a enfriar del planeta: el valor más esperado del forzamiento radiativo según el IPCC es de -0.4 W/m², con un intervalo de confianza de -0.2 a -0.8 W/m². Sin embargo, existen incertidumbres importantes.
El efecto varía significativamente con la localización geográfica, con la mayoría del efecto de refrigeración posiblemente situado a sotavento de los principales centros industriales. Los modelos climáticos modernos que tratan de calcular la atribución de los cambios climáticos recientes deben incluir efectos de los sulfatos, que parecen contribuir, al menos en parte, al ligero descenso de la temperatura mundial en la mitad del siglo XX. El efecto indirecto (por la acción de los aerosoles como núcleos de condensación de nubes, modificando por lo tanto las propiedades de las nubes) es más incierto, pero se cree que es un efecto de enfriamiento.

### Negro de carbono u hollín
El  negro de carbono está compuesto de agrupaciones de carbón que forman pequeñas esferas y es uno de los tipos más importantes de aerosoles de absorción en la atmósfera. Debe distinguirse del carbono orgánico que forma parte de las moléculas orgánicas. La contribución del hollín procedente de combustibles fósiles ha sido estimada por el IPCC en el Cuarto Informe de Evaluación del IPCC con un forzamiento radiativo global esperado de +0,2 W/m² (fue +0,1 W/m² en el segundo informe de evaluación El IPCC), con un intervalo de confianza de +0,1 a +0,4 W/m².

## Efectos sobre la salud

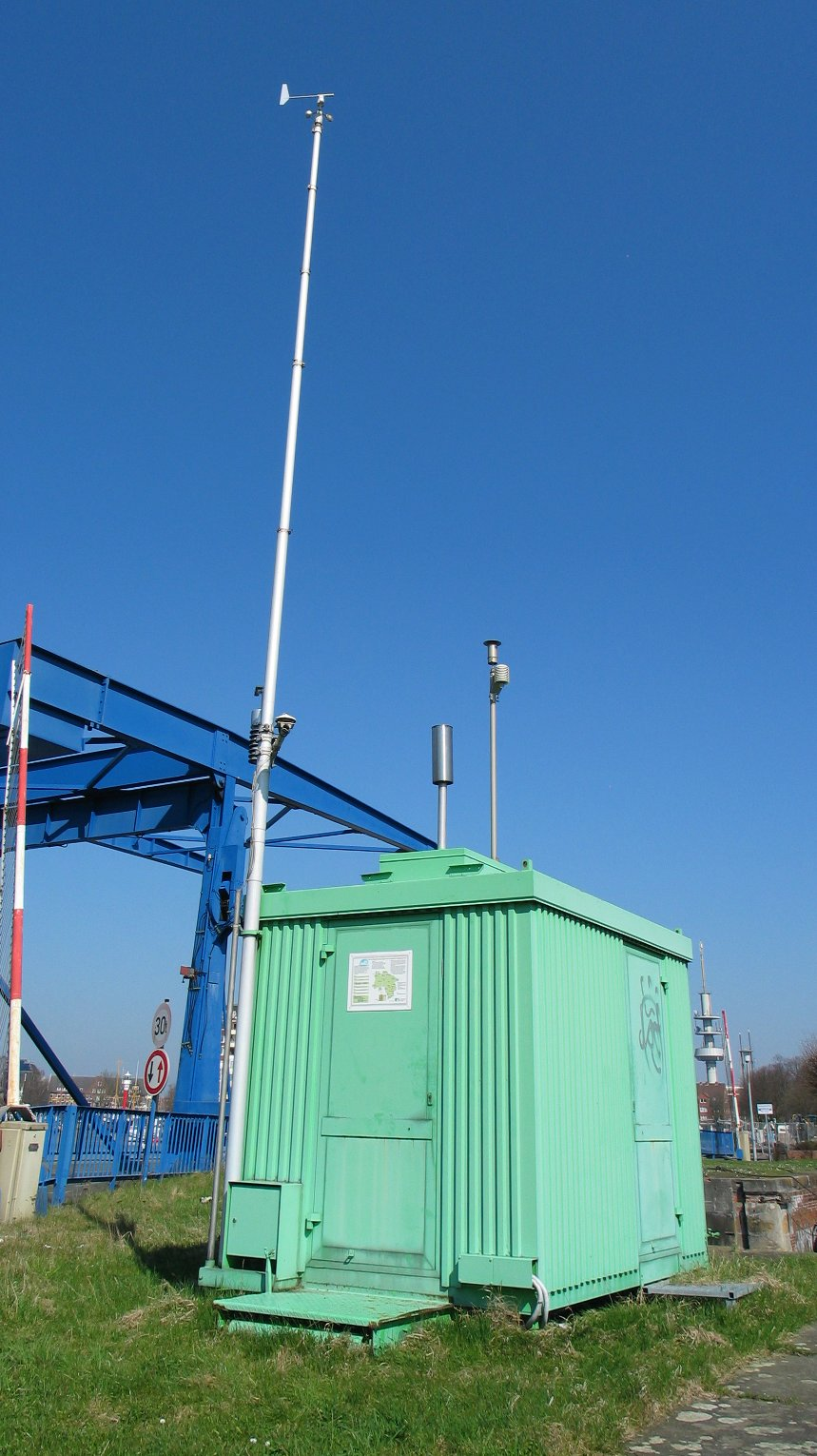
Estación de medición de contaminación en Emden, Alemania.

Los efectos sobre la salud de la inhalación de partículas en suspensión han sido ampliamente estudiados en animales y en el ser humano. Los que se manifiestan primero son dolores pulmonares, de cabeza, malestares en garganta, irritación y lagrimeo de los ojos, mientras que para exposiciones crónicas algunos son asma, cáncer de pulmón, problemas cardiovasculares, y muerte prematura. Los efectos también están relacionados con trastornos de salud como el incremento de la frecuencia de enfermedades respiratorias crónicas, disminución de la capacidad respiratoria y el incremento de enfermedades cardiacas. El tamaño de las partículas es uno de los principales determinantes de que estas entren en las vías respiratorias por inhalación. Las partículas más grandes generalmente se filtran en la nariz y en la garganta y no causan problemas, pero las partículas de menos de unos 10 micrómetros (PM10) pueden instalarse en los bronquios y en los pulmones y causar problemas de salud. Del mismo modo, las partículas de menos de 2.5 micrómetros (PM2,5) tienden a penetrar en el de intercambio de gases de las regiones del pulmón, y las partículas muy pequeñas (<100 nanómetros) pueden pasar a través de los pulmones y afectar a otros órganos. En particular, un estudio publicado en el Journal of the American Medical Association (Diario de la Asociación Médica Estadunidense) indica que las PM2,5 tienden a formar depósitos en las arterias, causando inflamaciones vasculares y la arteriosclerosis, un endurecimiento de las arterias que reduce su elasticidad, lo cual puede conducir a ataques cardíacos y otros problemas cardiovasculares. Los investigadores sugieren que la exposición a altas concentraciones incluso a corto plazo puede contribuir considerablemente al desarrollo de enfermedades de corazón. 
También hay pruebas de que las partículas de tamaño inferior a 100 nanómetros pueden atravesar las membranas celulares. Por ejemplo, las partículas pueden migrar en el cerebro. Se ha sugerido que las partículas pueden causar daños en el cerebro similares a los encontrados en pacientes con Alzheimer. Las partículas emitidas por los motores modernos de gasóleo (comúnmente conocida como humo diésel tienen comúnmente tamaños en torno a los 100 nanómetros (0,1 micrómetros). Además, estas partículas de hollín pueden transportar componentes potencialmente carcinógenos, como los benzopirenos, adsorbidos en su superficie. Cada vez es más evidente que aquellos límites legislativos para los motores que se establecen en términos de masa de emisiones no constituyen una medida adecuada de los peligros para la salud. Una partícula de 10 µm de diámetro tiene aproximadamente la misma masa que 1 millón de partículas de 100 nm de diámetro, pero es evidente que es mucho menos peligrosa, ya que es poco probable que entre en las vías respiratorias de un cuerpo humano y si lo hiciera sería eliminada rápidamente. Existen propuestas de nuevos reglamentos en algunos países, con propuestas para limitar el área superficial de las partículas o el número de partículas.
La relación entre un mayor número de muertes y de enfermedades con la polución por partículas fue demostrada por primera vez a principios de los años 1970 y se ha demostrado varias veces desde entonces. Se estima que la polución por partículas causa entre 22.000 y 52.000 muertes al año en Estados Unidos (desde 2000).
Para conocer la relación entre la exposición o condición y el efecto en el organismo existen diversos tipos de estudios, entre ellos los estudios toxicológicos y los estudios epidemiológicos. 

### Estudios toxicológicos
Involucran la evaluación de la relación dosis-respuesta de un organismo determinado en condiciones controladas, exponiendolo a diferentes dosis. Tienen mayor utilidad para determinar efectos a exposiciones agudas o efectos causados por exposiciones crónicas, generalmente se realizan en laboratorios. Ha encontrado datos significativos entre la asociación de la exposición a partículas indicadoras de efectos nocivos, aportando información a la mortalidad y morbilidad, sin embargo, no ha dado las propiedades específicas responsables de su toxicidad, como tamaño, número, forma, composición o reactividad. Uno de sus principales problemas es que al llevarse a cabo en laboratorios, se conocen las propiedades de las partículas, pero no son representativas de la mezcla real a la que se expone la población.

### Estudios paremiológicos
Se enfocan a los padecimientos, causas de muerte, se evalúan relaciones entre estos eventos o lo que pudo despachar en un grupo de personas , por lo que enfocada a los estudios ambientales evalúa la exposición a algún agente (contaminación atmosférica) y si este se asocia con padecimientos o muertes prematuras. Los efectos se han documentado durante más de 70 años, donde, a partir de las primeras evidencias (valle del Osa, Bélgica en 1931, Sonora, Pensilvano, mexicano. en 1948 y Atolondres, Inglaterra en 1952) resultó la asociación entre exposiciones a partículas y la mortalidad y morbilidad gastrovascular, que desencadenó la creación y aplicación de medidas y programas de control y prevención de la contaminación.
A nivel mundial se han hecho estos estudios en dos tipos para evaluar la asociación entre indicadores de morbilidad y mortalidad prematura con la contaminación atmosférica, siendo el primero los estudios de series de tiempo, que se utilizan para evaluar la exposición aguda de las partículas debido a la relación entre cambios en niveles de contaminación y fluctuaciones diarias en el número de incidencia de padecimientos, admisiones hospitalarias o defunciones. Mientras que el segundo tipo son los estudios longitudinales que dan seguimiento a un grupo de personas previamente seleccionadas a través de muchos años para evaluar la relación entre la exposición crónica de partículas y la incidencia de indicadores de morbilidad o la tasa de mortalidad.